# Villorsonnens
Villorsonnens est une commune suisse du canton de Fribourg, située dans le district de la Glâne.

## Géographie
Selon l'Office fédéral de la statistique, Villorsonnens mesure 1 547 km2. 5,6 % de cette superficie correspond à des surfaces d'habitat ou d'infrastructure, 65,2 % à des surfaces agricoles, 28,8 % à des surfaces boisées et 0,3 % à des surfaces improductives.
Villorsonnens est limitrophe des communes d'Autigny, Chénens, Gibloux, Le Châtelard, Massonnens, Sorens et Villaz.

## Localités
Villorsonnens comprend les localités suivantes à la suite de la fusion du 1er janvier 2001 :
| Localité                 |
| ------------------------ |
| Chavannes-sous-Orsonnens |
| Orsonnens                |
| Villargiroud             |
| Villarsiviriaux          |

## Démographie
Selon l'Office fédéral de la statistique, Villorsonnens compte 1 512 habitants en 2022. Sa densité de population atteint 98 hab./km2.
Le graphique suivant résume l'évolution de la population de Villorsonnens (et communes fusionnées ultérieurement) entre 1850 et 2008 :